# ファウジュダール

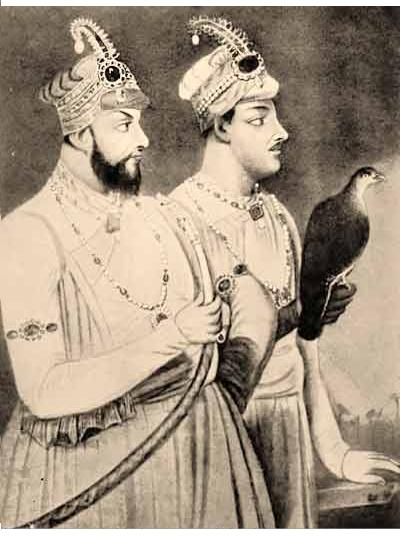
ミール・ジャアファルは1747年までムガル帝国のオリッサにおけるファウジュダールだった

ファウジュダール（Faujdar） は、北インド、ムガル帝国における治安・警察長官、軍司令官のこと。
16世紀後半、アクバルによる行政改革により、帝国は15の州（スーバ）に分けられ、それらに県（サルカール）、郡（パルガナー）が置かれた。州を統括するスーバダール（太守）の職が設けられ、その下位に県を統治するファウジュダールの職が設けられた。